# Tutta un'altra vita
Tutta un'altra vita è un film del 2019 diretto da Alessandro Pondi con protagonista Enrico Brignano.

## Trama
Gianni è un tassista romano con una routine consolidata ma noiosa. Ha una moglie, due figli e sogna di vincere la lotteria per cambiare il quotidiano scialbo e sempre uguale, incapace com'è di modificare il flusso della sua vita. E quando una coppia benestante, in partenza per una settimana alle Maldive, dimentica nel suo taxi le chiavi della  meravigliosa villa da mille e una notte, Gianni azzarda: s’impossessa della villa e della vita del suo proprietario, finendo in una giostra di emozioni mai vissuta prima che culmina nell'incontro inaspettato con Lola, un sogno di ragazza che vede in lui un vincente e che gli sconvolge l'esistenza. Gianni diventa un'altra persona e quella con Lola è davvero "tutta un'altra vita", infatti sarebbe pronto a mollare tutto per lei se non fosse che, logicamente, al termine della settimana di vacanza i legittimi proprietari torneranno a casa. Dopo una serie di strampalate avventure, il film si conclude con Gianni che effettua lo stesso “trucco” insieme a Lola dopo aver accompagnato un'altra coppia all'aeroporto (che trascorrerà  due settimane a Barbados). Intanto, la moglie si lancia con il paracadute insieme a un ragazzo più giovane, resasi conto dei piaceri della vita ai quali ha dovuto rinunciare per via del matrimonio.

## Produzione
Le riprese del film sono iniziate l'11 settembre 2018. Girato a Roma, soprattutto nella zona EUR, e sulle spiagge di Tarquinia e Civitavecchia.
Prodotto da Marco Poccioni e Marco Valsania, è una produzione Rodeo Drive con Rai Cinema. È stato realizzato con il sostegno della Regione Lazio insieme al Fondo Regionale per il Cinema e l’Audiovisivo.

## Distribuzione
La pellicola è stata distribuita nelle sale cinematografiche il 12 settembre 2019 distribuito da 01 Distribution.